# Carnival Imagination
Carnival Imagination è stata una nave da crociera classe Fantasy della Carnival Cruise Lines.
Come le sue navi gemelle è stata ribattezzata nel 2007 con l'aggiunta del nome della società armatrice.
Ha terminato la sua carriera operativa il 14 settembre 2020 quando, arrivata ad Aliağa, iniziano le procedure preliminari per la demolizione.

## Porto di armamento
- Miami, Florida

## Navi gemelle
- Carnival Ecstasy
- Carnival Sensation
- Carnival Fascination
- Carnival Inspiration
- Carnival Elation
- Carnival Paradise